# Boulby Mine
Клівлендський калійний рудник (англ. Cleveland Potash Mine), також відомий як Рудник «Булбі» (англ. Boulby mine) — це копальня з видобування калійних солей, розташована на південний схід від села Булбі (Редкар і Клівленд, Англія). Станом на 2022 рік є єдиною копальнею у світі, що видобуває полігаліт.
Історія копальні починається з 1968 року, коли компанії Cleveland Potash Ltd (дочірня компанія Imperial Chemical Industries, ICI) був наданий дозвіл на розробку калійної та кам'яної солі на ділянці площею 8200 га, яка простягалася від Броттона до Національного парку у Східному Клівленді. Будівництво копальні почалося у 1969 році із проведення двох стовбурів. ICI спільно володіла копальнею з Anglo American, а потім з De Beers, перш ніж право власності було передано компанії Israel Chemicals Ltd в 2002 році.
У 1973 році розпочалося видобування сильвіну. Видобута руда складається з 35–45 % сильвіну (власне хлорид калію) та 45–55 % галіту (кам'яної солі або хлориду натрію).
На початку 2016 року Boulby Mine першою в світі розпочала видобування полігаліту. Полігаліт (K2MgCa2(SO4)4·2H2O) — це природне багатоелементне добриво, що є джерелом калію, кальцію, магнію та сірки.
Кам'яна сіль видобувається як побічний продукт і використовується по всьому регіону як антиожеледний засіб на дорогах взимку.
Інші породи та мінерали видобуваються як відходи (пуста порода), але їх можуть шукати збирачі мінералів: наприклад, борацит, який зустрічається безпосередньо над калійними пластами.

## Підземна лабораторія
Через свою глибину (1100 м) копальня "Булбі" стала вдалим місцем для розташування наукових лабораторій.
Дослідження, які проводяться в Boulby Underground Laboratory, варіюються від пошуку темної матерії у Всесвіті до досліджень геології та геофізики, клімату, довкілля, життя в екстремальних середовищах на Землі та за її межами.
Підземна лабораторія Булбі є підземною науковою національною установою Великої Британії та однією з небагатьох таких установ у світі.
У Булбі понад два десятиліття проводяться експерименти з пошуку доказів існування частинок темної матерії, включаючи всесвітньо відомі проекти NAIAD, DRIFT, ZEPLIN і DM-Ice. 

## Інтернет-ресурси
- Boulby Underground Laboratory website
- Discovery Channel video from How Do They Do It?
- Boulby Potash Mine NZ761183, images at UK mine exploration website
- BBC video in the mine